# SV Rot
Der SV Rot (offiziell: Sportverein Rot 1945 e. V.) ist ein Sportverein aus dem Stuttgarter Stadtteil Rot.

## Geschichte
Der Verein wurde 1945 von Heimatvertriebenen aus Südosteuropa als FC Batschka gegründet und später in Sportverein Rot umbenannt. Bereits 1948 stieg der Verein in die A-Klasse auf, in der man 1959 die Meisterschaft errang.
Überregional war der SV Rot im DFB-Pokal der Saison 1980/81 präsent. In der 1. Hauptrunde musste er damals zum nordrheinischen Oberligisten TuS 08 Langerwehe reisen, bei dem er mit 0:5 verlor. 1981 wurde der SV Meister der Landesliga und stieg in die damals viertklassige Verbandsliga Württemberg auf, in der er sich zehn Jahre lang etablieren konnte. Nach dem Abstieg 1991 verschwand der SV Rot aus dem überregionalen Fußball und nach einem 10. Platz in der Kreisliga A (2010/2011) gänzlich aus dem aktiven Spielbetrieb.
Aufgrund finanzieller Schwierigkeiten war zunächst eine Fusion mit dem Nachbarverein TV Cannstatt im Gespräch. Nach dem Scheitern der Fusion ergab sich Ende 2008/Anfang 2009 die Möglichkeit, mit dem Nachbarverein TV 89 Zuffenhausen zu fusionieren, was aber trotz optimaler Voraussetzungen beider Vereine in einer Abstimmung auf der Hauptversammlung des SV Rot scheiterte. Bei der Abstimmung reichten fünf Gegenstimmen aus, um das nötige 90 %-Quorum zu verfehlen. Anschließend trat der Vorstand des SV Rot geschlossen zurück. 2012/13 waren nur Jugendmannschaften im Spielbetrieb aktiv. Für die Saison 2014/15 wurde wieder eine Herrenmannschaft gemeldet. Diese spielt derzeit in der Kreisliga B Stuttgart.

## Erfolge
- Meister der Aufstiegsspiele zur A-Klasse 1948
- Meister der A-Klasse 1959
- Meister der Landesliga 1981 und Aufstieg in die Verbandsliga Württemberg
- Meister der Kreisliga A 2000 und Aufstieg in die Bezirksliga

## Persönlichkeiten
- Ralph Bany
- Hansi Müller
- Manfred Weidmann
- Reinhold Zech

## Stadion
Der SV Rot trägt seine Heimspiele im Stadion an der Fürfelder Straße in Stuttgart-Rot aus.